# Einzelhaft
Einzelhaft (geïsoleerde opsluiting) is het eerste album van de Oostenrijkse muzikant Falco uit 1982. Het verscheen in onder andere Oostenrijk, Duitsland, het Verenigd Koninkrijk en de Verenigde Staten.
Het album is bekend geworden door de hitsingle "Der Kommissar", een vernieuwend en invloedrijk Duitstalig raplied. In 1983 kreeg "Der Kommissar" dankzij de groep After the Fire een Engelstalige versie.
Een promotiesingle, "Auf der Flucht" (op de vlucht), verscheen in Frankrijk en de VS.
Andere liedjes op het album zijn grotendeels te danken aan de "Berlin Trilogy" van David Bowie: "Nie mehr Schule" ontleent zijn muziek aan Bowies instrumentale track van zijn album Low getiteld "Speed of Life", daarnaast is "Helden von heute" een vrij vertaalde versie van Bowies lied "Heroes".

## Geschiedenis
In 1980 ondertekende Falco, die deel uitmaakte van de band Drahdiwaberl, een contract voor drie soloalbums geproduceerd door Robert Ponger en gemanaged door Markus Spiegel. De eerste single hiervan was That scene, dat tot de elfde plaats in de Oostenrijkse hitlijsten kwam. De Duitstalige versie van datzelfde lied, "Ganz Wien", werd veel populairder in Oostenrijk, maar brak niet door in andere landen.

### Productie
In de zomer van 1981 begonnen Falco en Ponger aan het album. Ze hadden al een melodie voor Der Kommissar. Het was de bedoeling dat Reinhold Bilgeri het zou zingen. Hij wees dit aanbod echter af. Falco, die onder de indruk was van de melodie van het lied, besloot het in het album op te nemen. Falco schreef zelf binnen drie dagen de tekst.
In november 1981 werd de tweede single "Der Kommissar" met op de ommezijde "Helden von Heute" uitgebracht. Het schopte het tot de top van de hitlijsten in meer dan twintig landen. In de American Disco-hitlijst bereikte "Der Kommissar" de hoogste positie.
Ter promotie van het album werden de singles Maschine brennt, Auf der Flucht en Zuviel Hitze uitgebracht.

## Heruitgave (25th anniversary edition)
In 2007 werd het album digitaal geremasterd door Falco's voormalige producers en managers ter gelegenheid van de uitgave van het album 25 jaar eerder. In Oostenrijk en Duitsland werd het uitgegeven op 8 juni 2007, in andere Europese landen, waaronder Nederland, kwam het album eind 2007 uit.

## Nummers
1. "Zuviel Hitze" - 4:31
2. "Der Kommissar" - 3:51
3. "Siebzehn Jahr" - 3:54
4. "Auf der Flucht" - 4:13
5. "Ganz Wien" - 5:06 (Falco)
6. "Maschine brennt" - 3:36
7. "Hinter uns die Sintflut" - 3:16
8. "Nie mehr Schule" - 4:36
9. "Helden von heute" - 4:07 (Falco)
10. "Einzelhaft" - 4:01

## Nummers cd 2 (heruitgave 2007)
1. "Nie Mehr Schule" - 4:03
2. "That Scene" - 4:25
3. "Interview Johann Hölzel 1993 - Kapitel 1 - Aus Hans Hölzel wird Falco" - 3:59
4. "Interview Johann Hölzel 1993 - Kapitel 2 - Die ersten 3 alben" - 3:09
5. "Interview Johann Hölzel 1993 - Kapitel 3 - Erfolg und seine Konsequenzen" - 3:37
6. "Interview Johann Hölzel 1993 - Kapitel 4 - Zeitgeist" - 5:28
7. "Interview Johann Hölzel 1993 - Kapitel 5 - Westen, Osten, Norden, Süden" - 4:40
8. "Interview Johann Hölzel 1993 - Kapitel 6 - Suche nach der Wahrheit" - 3:25
9. "Interview Johann Hölzel 1993 - Kapitel 7 - Konzentration der Kräfte" - 4:12
10. "Interview Johann Hölzel 1993 - Kapitel 8 - Kunst und Verantwortung" - 2:26
11. "Interview Johann Hölzel 1993 - Kapitel 9 - Zukunftaussichten" - 5:03

## Hitlijsten
De hoogste posities in de hitlijsten waren 1 in Oostenrijk, 19 in Duitsland en 45 in de VS.

### Album
| Jaar | Album      | O | VS | D  | CA | Z  | I  |
| ---- | ---------- | - | -- | -- | -- | -- | -- |
| 1982 | Einzelhaft | 1 | 64 | 19 | 31 | 45 | 21 |

### Singles
| Jaar | Single                                   | O  | VS  | VS (Cashbox) | CA | ZW | D  | ES | F | I | J | N | NL | RUS | Z  | VK | ZA     |
| ---- | ---------------------------------------- | -- | --- | ------------ | -- | -- | -- | -- | - | - | - | - | -- | --- | -- | -- | ------ |
| 1981 | Ganz Wien                                | 11 | -   | -            | -  | -  | -  | -  | - | - | - | - | -  | -   | -  | -  | -      |
| 1982 | Der Kommissar                            | 1  | 72  | 74           | 11 | 2  | 1  | 1  | 3 | 1 | 1 | 3 | 18 | 1   | 4  | -  | n.v.t. |
| 1982 | Der Kommissar (Falco vs. After the Fire) | -  | 3   | 5            | 12 | -  | -  | -  | - | - | - | - | -  | -   | 20 | 47 | 2      |
| 1982 | On The Run/Maschine Brennt               | 4  | 30* | -            | -  | -  | 10 | 34 | - | - | - | 4 | 49 | -   | -  | -  | -      |